# Marcus Curtius

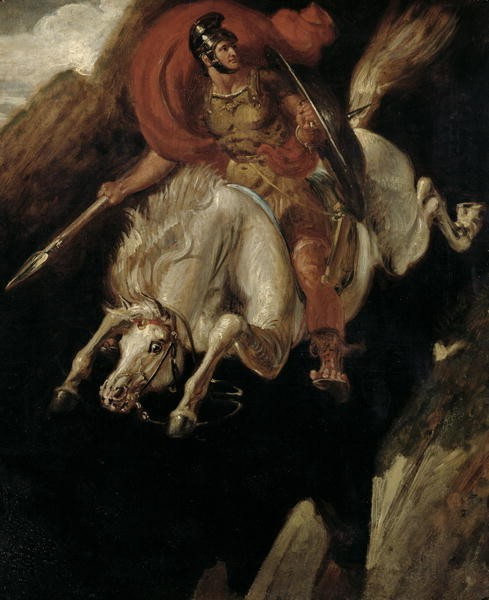
Marcus Curtius, målad av Benjamin Haydon.

Marcus Curtius var en romersk hjälte.
Curtius lär, enligt en sägen, 362 f.Kr. ha, klädd i rustning och sittande på en rikt prydd häst, störtat sig i ett på forum i Rom uppkommet svalg, vilket inte på något sätt kunde fyllas utan att, såsom teckentydarna förkunnade, Rom däri offrade vad det hade ypperst. Berättelsen därom saknar likväl historisk grund.